# Carlo Ventre
Carlo Ventre (Montevideo, 1969) è un tenore uruguaiano.

## Biografia
Carlo Ventre è nato a Montevideo, in Uruguay, da una famiglia di origine italiana. Si trasferisce giovanissimo in Italia dove perfeziona gli studi musicali intrapresi in patria. Nel 1994 debutta come Duca di Mantova in Rigoletto alla Scala di Milano diretto da Riccardo Muti.

## Repertorio
| Ruolo                | Titolo                         | Autore     |
| -------------------- | ------------------------------ | ---------- |
| Pollione             | Norma                          | Bellini    |
| Don Josè             | Carmen                         | Bizet      |
| Maurizio di Sassonia | Adriana Lecouvreur             | Cilea      |
| Federico Loewe       | Germania                       | Franchetti |
| Uni-San-Lui          | L'oracolo                      | Leoni      |
| Turiddu              | Cavalleria rusticana           | Mascagni   |
| Faone                | Saffo                          | Pacini     |
| Roberto              | Le Villi                       | Puccini    |
| Renato Des Grieux    | Manon Lescaut                  | Puccini    |
| Rodolfo              | La bohème                      | Puccini    |
| Mario Cavaradossi    | Tosca                          | Puccini    |
| F. B. Pinkerton      | Madama Butterfly               | Puccini    |
| Dick Johnson         | La fanciulla del West          | Puccini    |
| Luigi                | Il tabarro                     | Puccini    |
| Calaf                | Turandot                       | Puccini    |
| Riccardo             | Oberto, Conte di San Bonifacio | Verdi      |
| Zamoro               | Alzira                         | Verdi      |
| Foresto              | Attila                         | Verdi      |
| Macduff              | Macbeth                        | Verdi      |
| Duca di Mantova      | Rigoletto                      | Verdi      |
| Manrico              | Il trovatore                   | Verdi      |
| Arrigo               | I vespri siciliani             | Verdi      |
| Gabriele Adorno      | Simon Boccanegra               | Verdi      |
| Riccardo             | Un ballo in maschera           | Verdi      |
| Radames              | Aida                           | Verdi      |
| Otello               | Otello                         | Verdi      |

## Discografia
- DVD Norma con D.Theodossiou, N.Palacios, R.Zanellato, Teatro Massimo Bellini di Catania
- DVD Norma con D.Theodossiou, D.Barcellona, S.Orfila, Arena Sferisterio di Macerata
- DVD Oberto Conte di San Bonifacio con I.Abdrazakov, E.Herlitzius, M.Cornetti, Palacio Euskalduna di Bilbao
- DVD Germania con B.Caproni, L.Lindstrom, Berlin Deutsche Oper